# Dlib
Dlib — багатоплатформова бібліотека загального призначення написана на мові C++. Вона була розроблена під суттєвим впливом ідей проектування за контрактом та компонентно-орієнтованого програмування. Таким чином, вона є, перш за все, набором незалежних програмних компонент. Це відкрите програмне забезпечення, яке випускається під ліцензією Boost Software. Оскільки розробка почалася ще в 2002 році, Dlib містить широкий спектр інструментів. Станом на 2016 рік вона містить програмні компоненти для роботи з комп'ютерними мережами, потоками, графічні інтерфейси користувача, структурами даних, лінійною алгеброю, машинним навчанням, обробки зображень, добуванням даних, XML та парсингу тексту, числової оптимізації, Баєсовими мережами та багато іншого. В останні роки, основний розвиток припав на створення широкого спектра статистичних інструментів машинного навчання і в 2009 році Dlib було опубліковано в Journal of Machine Learning Research. Відтоді вона використовується у різних областях.